# Roberto Monzón
Roberto Monzón González (L'Avana, 30 marzo 1978) è un ex lottatore cubano, specializzato nella lotta greco-romana.

## Palmarès

### Olimpiadi
- 1 medaglia:
  - 1 argento (Atene 2004 nei 60 kg)

### Giochi panamericani
- 1 medaglia:
  - 1 oro (Santo Domingo 2003 nei 60 kg)